# C'est quoi cette mamie?!
C'est quoi cette mamie?! è un film del 2019 diretto da Gabriel Julien-Laferrière.
È il seguito di La nostra grande famiglia, diretto dallo stesso regista nel 2016.

## Trama
Dopo due anni di alloggio condiviso, la tribù di sette fratellastri e sorellastre deve lasciare l'appartamento prima dell'inizio dell'anno scolastico. Tutti vengono quindi mandati dai rispettivi genitori, ad eccezione del giovane Gulliver che viene mandato da nonna Aurore. Il problema è che questa nonna preferisce fare festa piuttosto che prendersi cura del nipote. La tribù è quindi costretta a recarsi in soccorso di Gulliver e regalare a nonna Aurore una vacanza indimenticabile.

## Accoglienza

### Critica
Il sito Allociné elenca in media 2,5/5 rassegne stampa per otto testate giornalistiche.

### Box-office
Girato con un budget di 6,3 milioni di euro, il film ha incassato in tutto il mondo 9.096.269 di dollari.

## Sequel
Il film ha avuto un sequel nel 2021, C'est quoi ce papy?!.